# Костомарознавство

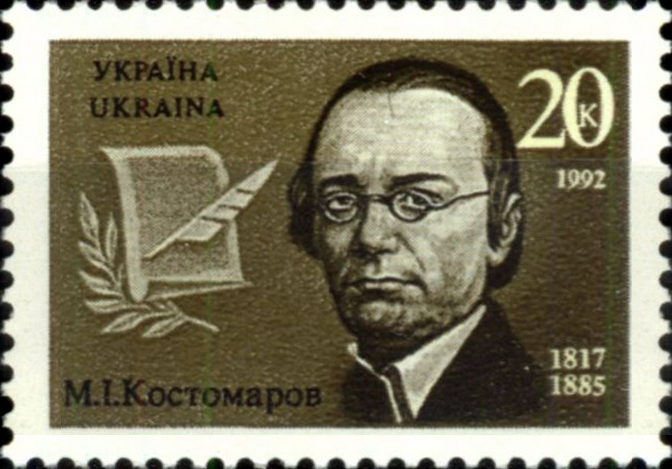
Марка, присвячена Миколі Костомарова (Україна)

Костомарознавство — розділ історіографії або напрям міждисциплінарних соціогуманітарних досліджень, який вивчає життя, діяльність і творчість історика, письменника й громадського діяча Миколи Костомарова. Костомарознавчі дослідження почалися одразу після його смерті 1885 року й тривають на початку XXI століття.
Виділяють 4 основних етапи розвитку костомарознавства. Перший період розпочався після смерті дослідника, коли публікації мали переважно біографічний характер. Зокрема вийшло понад 40 некрологів. Другий етап пов'язаний з розгортанням історичних досліджень у 1920-ті роки, зокрема з працями Дмитра Дорошенка та Михайла Грушевського. Третій період розпочався у хрущовську відлигу 1950-х — 1960-х років та був пожвавлений відзначенням 150-річчя Костомарова 1967 року під егідою ЮНЕСКО, були перевидані його твори. Тоді вийшли праці Віталія Сарбея, Романа Іванченка, Юрія Пінчука, Євгена Шабліовського. Надалі в часи «застою» костомарознавчі студії стали небажаними. Сучасний етап розпочався в незалежній Україні, характеризується долученням до вивчення спадщини Костомарова не лише українських, а й закордонних дослідників.
Серед сучасних костомарознавців — Олексій Ясь, Томас Приймак, Девід Сондерс. Основними центрами костомарознавчих студій в Україні є Інститут історії України та Інститут української археографії та джерелознавства імені М. С. Грушевського НАН України, Харківський національний університет імені В. Н.  Каразіна, Чернігівський історичний музей. З 2002 року в Чернігові відбуваються щорічні «Костомаровські читання».
Інтерес до костомарознавства був посилений відзначенням 190-річчя Миколи Костомарова 2007 року та його 200-річчя на державному рівні в Україні 2017 року.